# اوبینی-سور-نر
اوبینی-سور-نر (به فرانسوی: Aubigny-sur-Nère) یک کمون در فرانسه است که در شر (فرانسه) واقع شده‌است. اوبینی-سور-نر ۶۱٫۵ کیلومتر مربع مساحت دارد.

## خواهرخوانده
شهرهای آکسفورد، میسیسیپی، هدینگتون، لوتیان شرقی، فلوتو و Plopana خواهرخوانده‌های اوبینی-سور-نر هستند.